# Museum Kam
Het Museum Kam, waarin sinds 1999 het Gelders Archeologisch Centrum G.M. Kam gevestigd is, is een voormalig archeologisch museum in de Nederlandse stad Nijmegen. In het gebouw is een studiecentrum gevestigd met een uitgebreide archeologische bibliotheek (ca. 11.000 titels). Het bevindt zich aan de Museum Kamstraat in de wijk Hunnerberg. Het gebouw heeft de status van rijksmonument.

## Geschiedenis
Gerard Marius Kam (1836-1922) was een Rotterdamse ondernemer. Hij was medeoprichter van de staalhandel Gebroeders Kam. Kam woonde sinds 1897 in Nijmegen en werd daar amateurarcheoloog. 
Kam verzette zich als bewoner van Delfshaven tegen de vereniging van Delfshaven met Rotterdam. Na de annexatie per 1 januari 1886 verzette hij zich als raadslid (1886-1897) van Rotterdam tegen de ontwikkeling van de voormalige Delfshavense Coolpolder. Net als bij de annexatie kwam hij daarbij tegenover de Directeur der Gemeentewerken van Rotterdam G.J. de Jongh te staan, welke laatste uiteindelijk de Rotterdamse gemeenteraad aan zijn zijde kreeg. In 1906 werd Kam benoemd tot Ridder in de Orde van Oranje-Nassau.
Hij schonk zijn collectie van archeologische voorwerpen in 1919 aan de staat en liet op eigen kosten een museumgebouw in Nijmegen optrekken, waarin de collectie werd ondergebracht. Het museumgebouw werd in de Tweede Wereldoorlog beschadigd, en het kon pas in 1951 weer opengaan. In 1998 fuseerde het rijksmuseum Kam met de gemeentelijke Commanderie van Sint-Jan tot Museum Het Valkhof, dat in een nieuw gebouw aan het Kelfkensbos werd gevestigd. Het gebouw aan de Museum Kamstraat ging dienstdoen als archeologisch studiecentrum. In november 2008 werd de statutaire naam van Museum Het Valkhof gewijzigd in Stichting Museum Het Valkhof-Kam. Dit was het resultaat van een jarenlange procedure van de erven Kam tegen de rijksoverheid. Het museumgebouw Kam kreeg als onderdeel van Museum Het Valkhof een nieuwe bestemming als Gelders Archeologisch Centrum Museum G.M. Kam. Het is een dag in de week toegankelijk voor publiek. 
Eind 2019 werd het archeologisch centrum tijdelijk gesloten vanwege een verbouwing en renovatie die tussen 2020 en 2022 plaatsvond. 14 december 2022 is het heropend. Het gebouw is zoveel mogelijk teruggebracht in de oude staat en voldoet nu aan de moderne eisen. Zo is het pand nu veel duurzamer en beter toegankelijk voor bezoekers in een rolstoel. Sinds februari 2024 is Museum Kam weer beperkt opengesteld voor rondleidingen voor publiek.

## Gebouw
Architect Oscar Leeuw ontwierp het gebouw tussen 1919 en 1922. Het gebouw is gebaseerd op de plattegrond van een denkbeeldige Romeinse villa (atriumhuis), opgetrokken in de stijl van art deco en eclecticisme met zichtbare expressionistische tendensen. Het is gebouwd van baksteen met tufstenen versieringen. Het heeft twee torens met gebeeldhouwde medaillons met afbeeldingen van Romeinse munten door Johannes Cornelis Wienecke, gemodelleerd naar afbeeldingen van keizers op twee Romeinse munten uit de verzameling van Kam, links Nero, rechts Vespasianus. Het ontwerp van de façade is ontleend aan het Vindonissa-Museum in Brugg uit 1912. Boven de ingang prijkt een koperen beeld van de Romeinse wolvin die volgens de overlevering Romulus, de stichter van Rome, en zijn broer Remus van de hongerdood redde. Het museuminterieur is voor een groot deel in oorspronkelijke staat bewaard gebleven. De originele fresco boven de trappenpartij in het atrium is in de Tweede Wereldoorlog beschadigd geraakt. De huidige wandschildering is in 1948 vervaardigd door Joop Sjollema en heeft Ulpia Noviomagus Batavorum tot onderwerp.

## Afbeeldingen

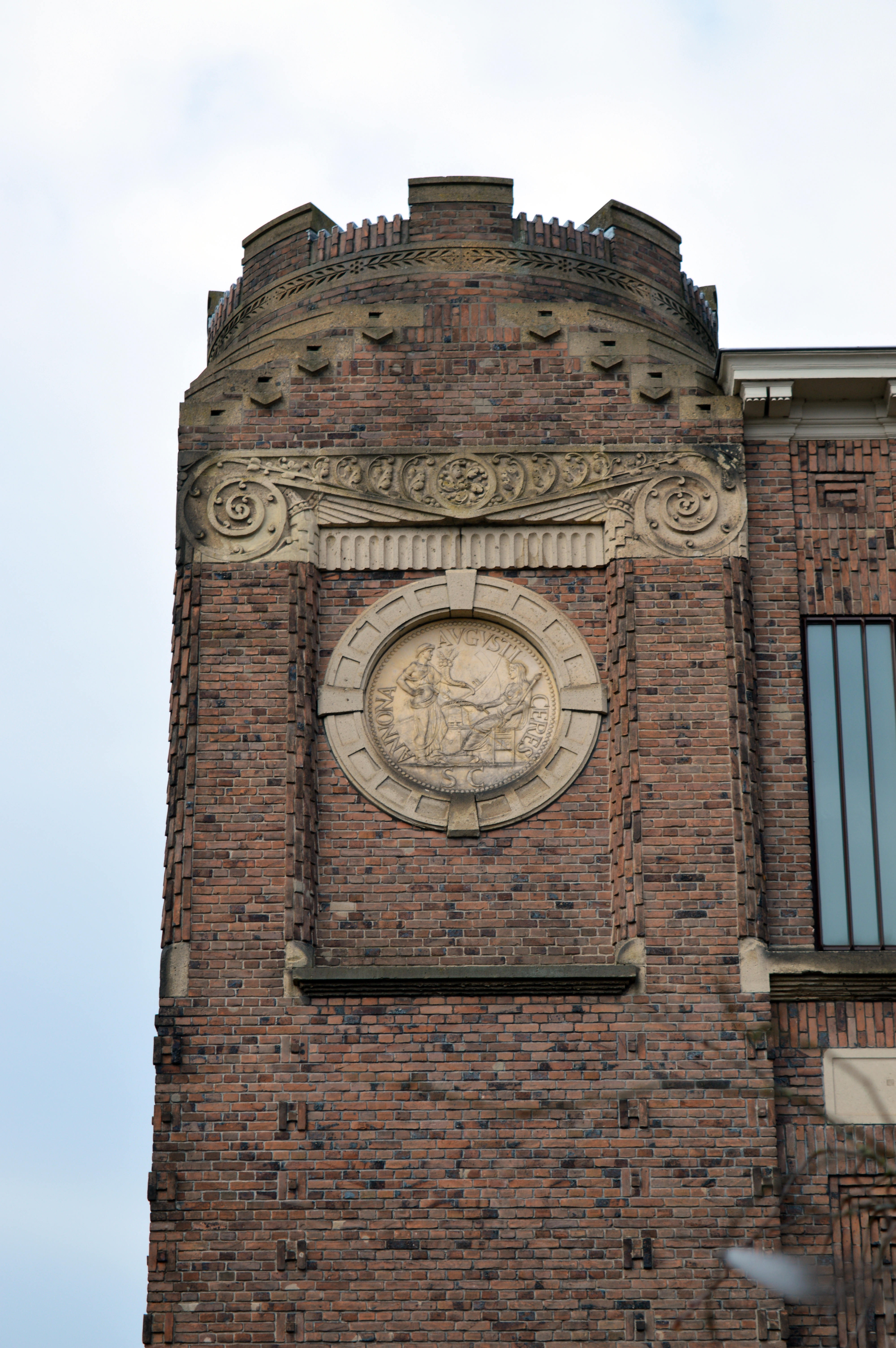
Medaillon met afbeelding van Ceres
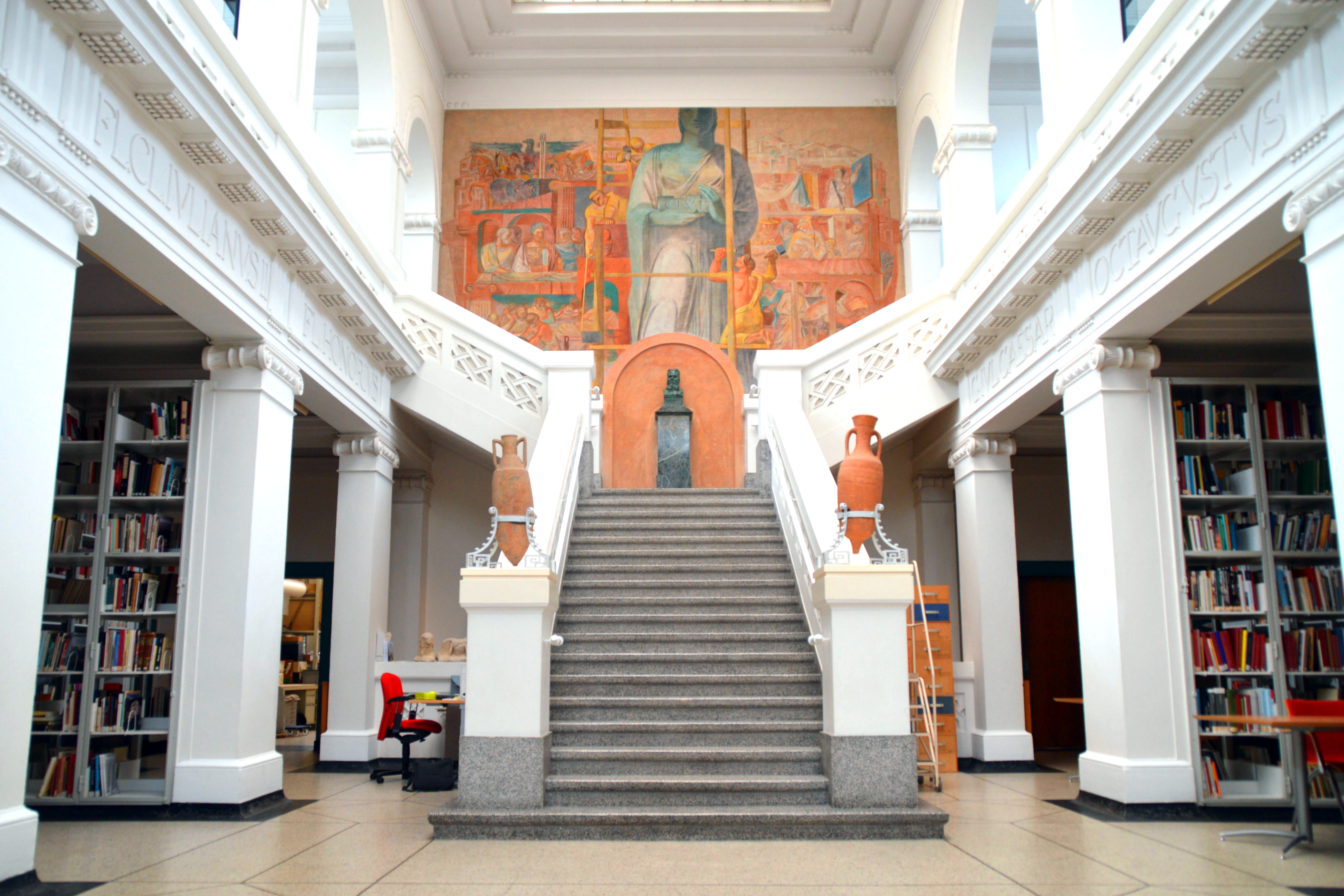
De trappenpartij en de wandschildering zijn in 1948 vervaardigd door Joop Sjollema
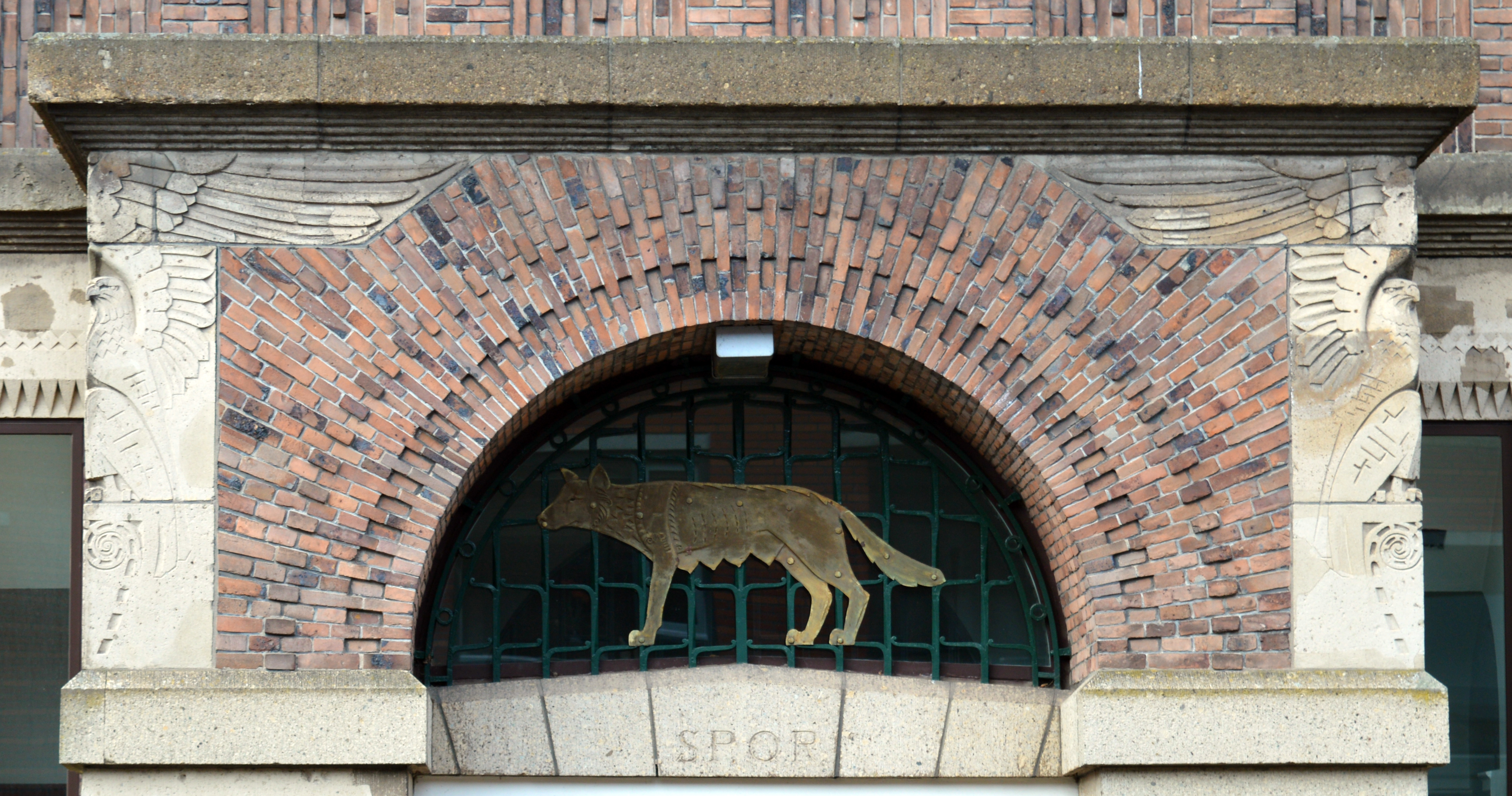
De Romeinse wolvin die volgens de overlevering Romulus, de stichter van Rome, en zijn broer Remus van de hongerdood redde
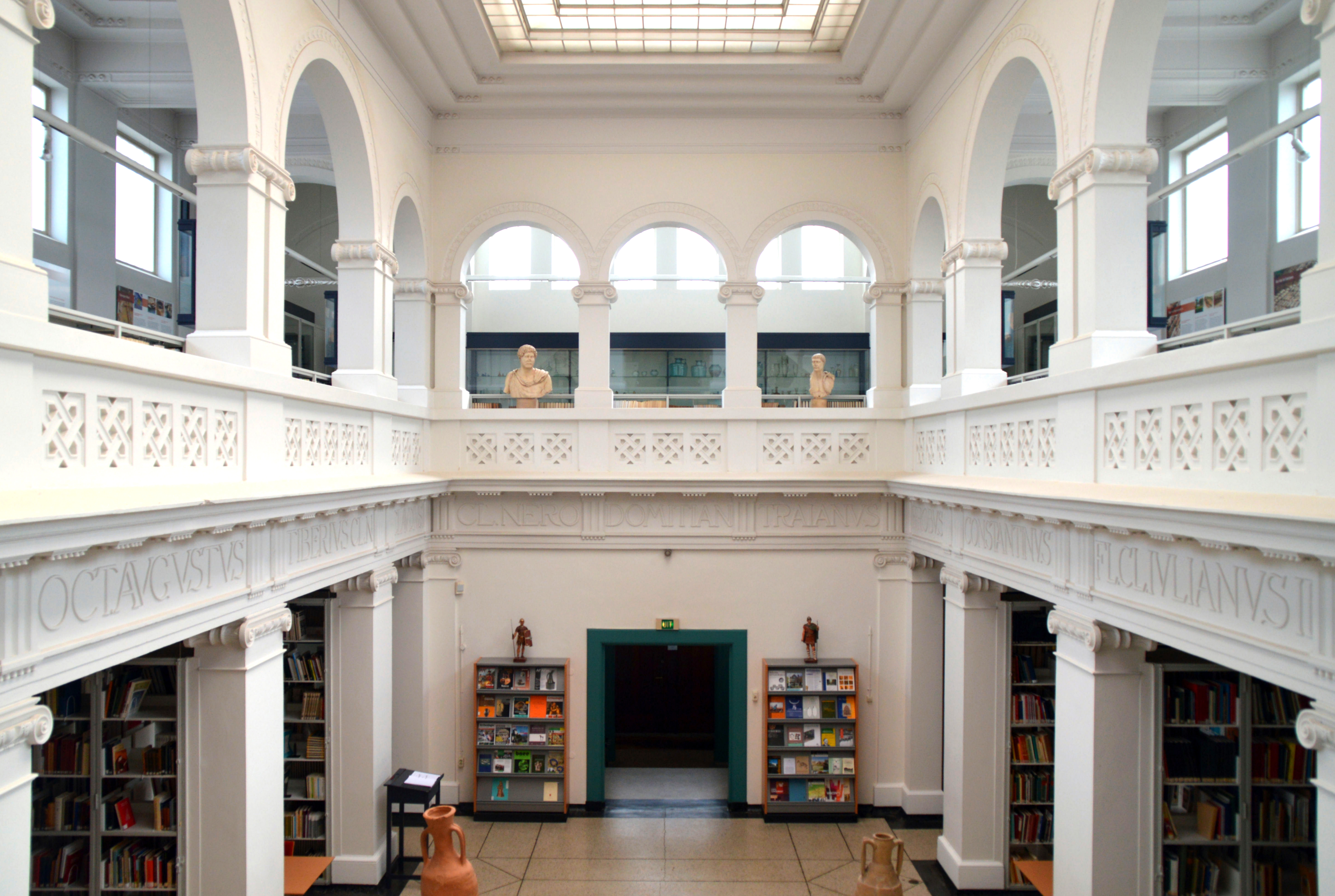
Het atrium
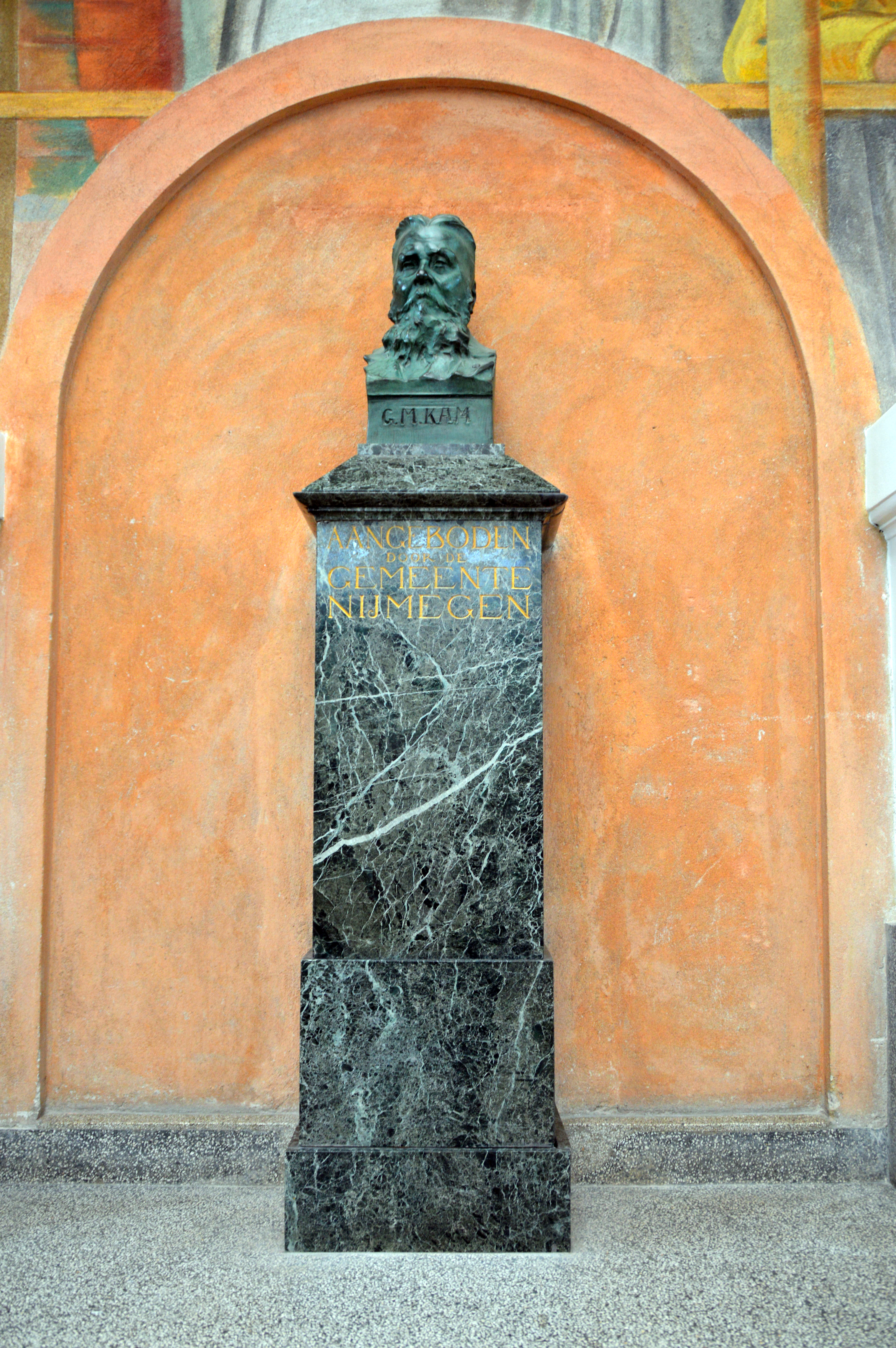
Buste van G.M. Kam
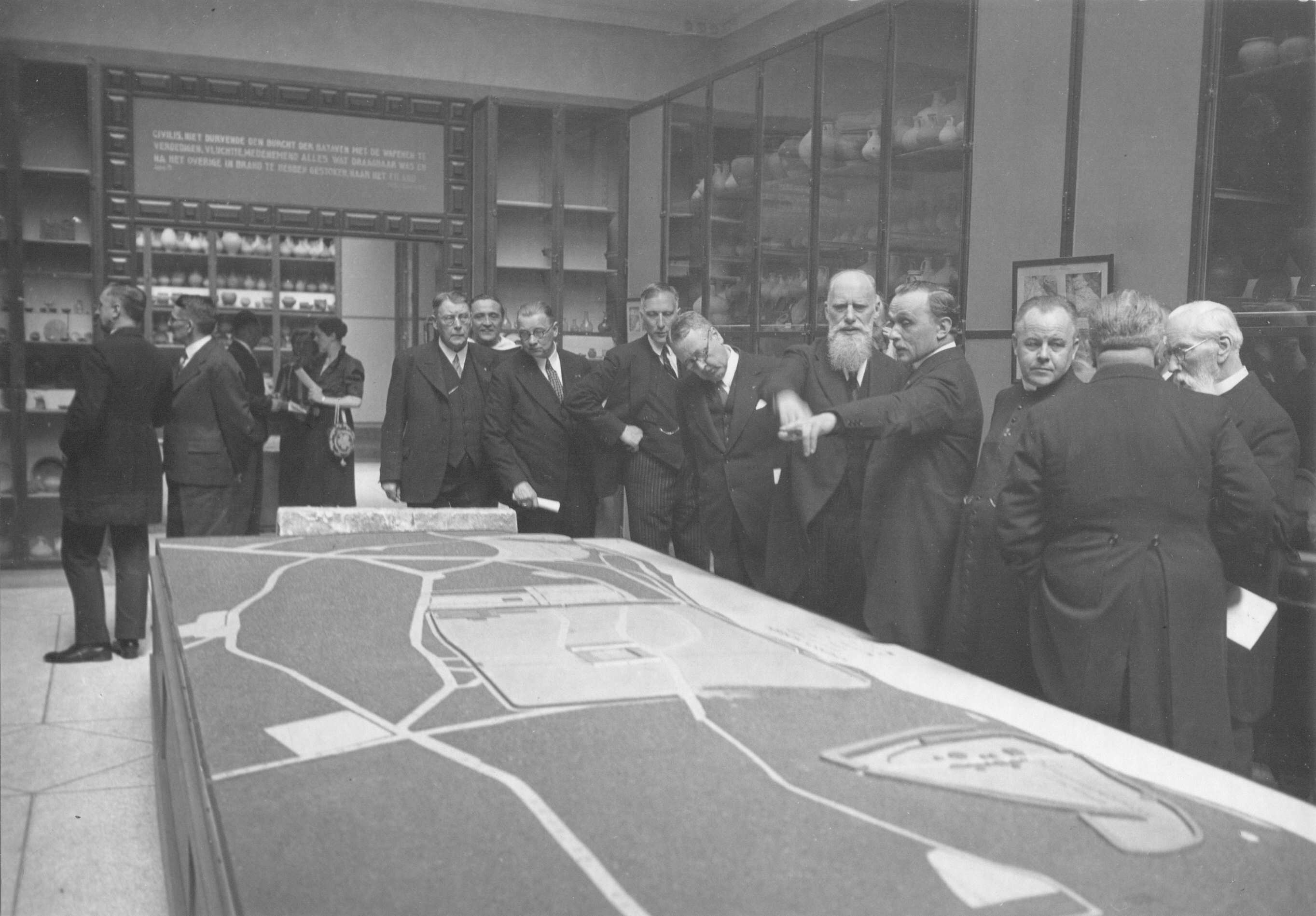
Foto genomen ter gelegenheid van de heropening van Museum Kam in 1938. Het museum is gesloten geweest vanwege de samenvoeging van de gemeentelijke collectie
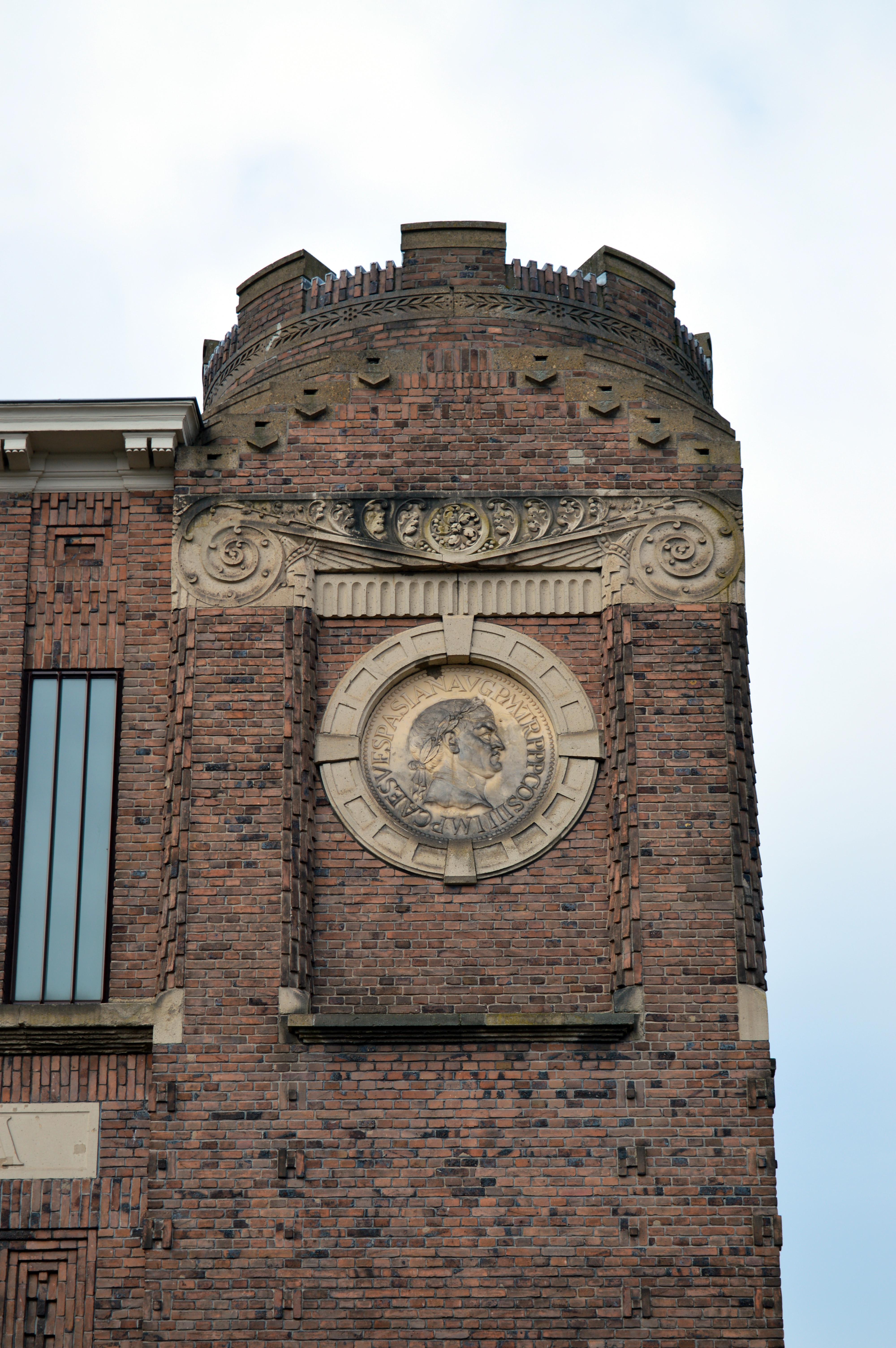
Medaillon met afbeelding van Vespasianus